# مشروع الدرع الذهبي
مشروع الدرع الذهبي  (بالصينية: 金盾工程) هو مشروع فرعي من جدار الحماية العظيم لمراقبة الإنترنت، تشغله وزارة الأمن العام في جمهورية الصين الشعبية (MPS) وهي جزء من حكومة الصين. أطلق المشروع في 1998 وبدأ تشغيله في نوفمبر 2003.